# Oncocnemis nigrocaput
Oncocnemis nigrocaput är en fjärilsart som beskrevs av Smith 1894. Oncocnemis nigrocaput ingår i släktet Oncocnemis och familjen nattflyn. Inga underarter finns listade i Catalogue of Life.